# Helena Fiejka
Helena Fiejka (ur. 19 marca 1917) – polska „Sprawiedliwa wśród Narodów Świata”.

## Życiorys
W trakcie II wojny światowej Helena Fiejka, mieszkanka Otwocka, zaangażowała się w pomoc Żydom. Na początku 1943 r. zwróciła się do niej i jej męża, Bolesława, para Żydówː Lea Russek i jej krewny Aron Moszkowicz. Wiedząc, że są Żydami, zgodzili się ukryć ich w swoim domu za opłatą. Przygotowali dobrze zamaskowane schronienie dla żydowskich uchodźców pod podłogą stolarni. Z czasem dołączyli do nich Grinshpanowie i ich dziesięcioletnia córka. Pomimo niebezpieczeństwa Helena Fiejka opiekowała się pięcioma żydowskimi uchodźcami, gotowała dla nich, prała ich ubrania i usuwała ich odchody, nawet gdy nie byli już w stanie zapłacić. Któregoś dnia jednak Bolesław Fiejka nakazał uciekinierom wyjechać - bał się Niemców. Po dniach i nocach błąkania się po wsiach i polach bez znalezienia schronienia, Russek i Moszkowicz w desperacji wrócili do Fiejków. Tym razem Helenie udało się przekonać męża Bolesława, aby pozwolił żydowskim uchodźcom pozostać. Trzej Grinszpanowie również wrócili do domu Fiejki i pozostali tam do wyzwolenia przez Armię Czerwoną.  
14 kwietnia 1993 r. Instytut Jad Waszem uhonorował Helenę Fiejkę medalem „Sprawiedliwy wśród Narodów Świata”.